# Strychnos bredemeyeri
Strychnos bredemeyeri är en tvåhjärtbladig växtart som först beskrevs av Schult., och fick sitt nu gällande namn av Thomas Archibald Sprague och Sandwith. Strychnos bredemeyeri ingår i släktet Strychnos och familjen Loganiaceae. Inga underarter finns listade i Catalogue of Life.